# Churra tensina
La Churra Tensina es una variedad de la raza original churra, autóctona de la Submeseta Norte, propia del Valle de Tena, en el Pirineo de Huesca (Aragón, España), de la cual hoy quedan unas 9000 cabezas.
Quedan rebaños trashumantes que en verano pastan en los puertos pirenaicos y en invierno descienden hasta los campos del Valle del Ebro. 
La encargada de la tenencia del LIbro genealógico es ANCHE